# Theodor Wagner (Fußballspieler)
Theodor „Turl“ Wagner (* 6. August 1927 in Wien; † 21. Jänner 2020 ebenda) war ein österreichischer Fußballspieler. Der Stürmer konnte mit seinem Verein SC Wacker Wien 1947 Meisterschaft und Pokal gewinnen und mit der österreichischen Nationalmannschaft bei der Weltmeisterschaft 1954 den 3. Platz erreichen. Seinen großen Auftritt hatte er dort im Viertelfinale gegen den Gastgeber, in dem er drei Tore für Österreich erzielte.

## Karriere
Der Meidlinger Fußballer Turl Wagner begann seine Karriere bei den kleinen Bezirksvereinen Phönix XII und MFC 12, ehe er 1940 zur Wacker Wien stieß. Bei den Schwarz-Weißen soll er seine technischen Fähigkeiten vor allem vom Klubkollegen Willy Hahnemann gelernt haben, den größten Erfolg mit dem Klub feierte mit dem Double 1947. Ein weiterer Titelgewinn war ihm allerdings nicht vergönnt, vier Mal scheiterte er nur knapp als Vizemeister mit dem Verein an der zweiten Meisterschaft. In die Nationalmannschaft wurde Turl Wagner von Edi Bauer geholt, insgesamt bestritt er 46 Länderspiele für Österreich, in denen er 22 Tore erzielte. Sein Debüt gab er am 10. November 1946 in Bern gegen die Schweiz, bei seinem Länderspieleinsatz am 5. November 1950 gelang es Turl Wagner, beim 5:1-Sieg über Dänemark in nur 27 Minuten einen lupenreinen Hattrick zu erzielen. Insgesamt vierzehnmal in seiner Karriere (Freundschaftsspiele eingerechnet) gelang dem Meidlinger ein Hattrick. Der schnellste am 8. Februar 1953, als er beim Freundschaftsspiel gegen Servette Genf nur sechs Minuten benötigte, um drei Tore zu erzielen.
Drei Tore in einem Spiel sollten dem Stürmer noch einmal bei der Weltmeisterschaft 1954 in der Schweiz gelingen. Nachdem Österreich mit einem 1:0 gegen Schottland und einem 5:0 über die Tschechoslowakei in das Viertelfinale eingezogen war, konnte dort dank dreier Wagner-Tore die Schweiz in der Hitzeschlacht von Lausanne mit 7:5 bezwungen werden. Der spätere 3. Platz im weiteren Turnierverlauf bildet den Höhepunkt von Turl Wagners Karriere. Nach seinem Teamabschied 1957 verließ der Stürmer nach Differenzen auch Wacker Wien und spielte gegen Ende seiner Karriere noch von 1958 bis 1962 beim SV Stickstoff Linz und anschließend im Herbst 1962 beim FC Wacker Innsbruck. Als Trainer kehrte Turl Wagner noch einmal 1964 für eine Saison zum SC Wacker Wien zurück. Später arbeitete er bis 1998 in seinem Schuhgeschäft in der Meidlinger Hauptstraße. Er wurde am Südwestfriedhof (Wien) Gruppe 64, Reihe 17, Nummer 31 bestattet.

## Erfolge
- 1 × Österreichischer Meister: 1947
- 4 × Österreichischer Vizemeister: 1948, 1951, 1953, 1956
- 1 × Österreichischer Cupsieger: 1947
- Zentropacup-Finalist 1951

- Teilnahme an der Weltmeisterschaft 1954: 3. Platz
- 46 Länderspiele und 22 Tore für die österreichische Fußballnationalmannschaft von 1946 bis 1957